# Burgundisk (sprog)
Burgundisk er et uddødt østgermansk sprog, som blev talt af burgundere i Burgund i sydøstlige Gallien så sent som i 400-tallet e.Kr.
Man ved ikke meget om sproget. En del egennavne på burgundere er nedskrevet, og en del dialektord som stadig benyttes i området, synes at være afledt fra oldtidens burgundiske sprog, men det er ofte vanskeligt at skille disse ord fra germanske ord af anden oprindelse, og uanset hvad er de moderne ord sjældent egnede til at give information om det gamle sprog. Der er en del spekulation om, hvilken indflydelse germansk-burgundisk havde på moderne frankoprovençalske dialekter i Burgund efter det franske kongedømme underlagde sig provinsen.